# Євік (комуна)
60°47′33″ пн. ш. 10°41′42″ сх. д. / 60.7925° пн. ш. 10.695° сх. д.
Євік (норв. Gjøvik, нюн. Gjøvik kommune) — комуна у фюльке Іннланнет, Норвегія. Адміністративний центр — містечко Євік. 

## Географія
Адміністрація міста Євік також охоплює територію передмістя Гунндалін та колишні сільські комуни Бірі, Снертінгдал і Вардал. Міське населення — 28 807 осіб (2010). Близько 16 000 людей живуть у міській місцевості. 
Комуна Євік межує з півночі комуною Ліллегаммер, на півдні — Естре-Тутен та Вестре-Тутен, а на заході — Сендре-Ланн та Нурдре-Ланн. Через озеро Мйоса на схід розташована комуна Рінгсакер у Гедмарку. Найвища точка — Рінгсрудосен (Ringsrudåsen) з висотою 842 метрів (2762 футів).

## Історія
1861 року село Євік у комуні Вардал отримало статус міста і відтоді має місцеву адміністрацію. 1 січня 1964 р. сусідні сільські комуни Бірі, Снертінгдал та Вардал були об'єднані в комуну Євік.

## Демографічні показники
| Походження         | Кількість |
| ------------------ | --------- |
| Польща             | 439       |
| Сомалі             | 283       |
| Ірак               | 243       |
| Боснія-Герцеговина | 197       |
| Іран               | 194       |
| Сирія              | 178       |
| Еритрея            | 171       |
| Литва              | 156       |
| Швеція             | 143       |
| Китай              | 125       |
| В'єтнам            | 114       |
| Косово             | 106       |